# Rasagilin
Rasagilin (Azilect, Azipron, AGN 1135) je ireverzibilni inhibitor monoaminske oksidaze koji se koristi kao monoterapija za ranu Parkinsonovu bolest, ili kao pomoćna terapija u odmaklim slučajevima. On je više od jednog reda veličine selektivan za MAO tip B u odnosu na tip A.
Inicijalna istraživanja su urađena na Tehnionu, izraelskom institutu za tehnologiju, a razvoj leka je izvelo preduzeće Teva.

## Spoljašnje veze
- [http://www.ebi.ac.uk/pdbe-srv/PDBeXplore/ligand/?ligand=RAS

|  | Molimo Vas, obratite pažnju na važno upozorenje u vezi sa temama iz oblasti medicine (zdravlja). |